# Louis Vernhette
Pour les articles homonymes, voir Vernhette.
Louis Vernhette est un homme politique français né le 27 octobre 1801 à Montjaux (Aveyron) et mort le 5 janvier 1883 à Montjaux.

## Biographie
Fils de Jean Blaise Vernhette, député de l'Aveyron, il est magistrat sous la Restauration, il démissionne en 1830 et devient avocat à Millau. Conseiller général, il est député de l'Aveyron de 1848 à 1851, siégeant à droite.

## Sources
- « Louis Vernhette », dans Adolphe Robert et Gaston Cougny, Dictionnaire des parlementaires français, Edgar Bourloton, 1889-1891 [détail de l’édition]